# Jacques Néré
Pour les articles homonymes, voir Néré.
Jacques Néré, né le 8 mai 1917 à Chambéry et mort le 12 février 2000 à Vaux-sur-Mer est un historien français.

## Biographie

### Jeunesse et études
Né en 1917, Jacques Néré effectue ses études secondaires au lycée Rollin, puis au lycée Henri-IV. Il est ancien élève de l'École normale supérieure (promotion 1938). Il fait sa thèse d'État au sujet du boulangisme. Il est également diplômé de l'École libre des sciences politiques.

### Parcours professionnel
Il est professeur à l'université de Brest. Il enseigne à l'Institut d'études politiques de Paris de 1945 à 1948.
En février 1979, il fait partie des 34 signataires de la déclaration rédigée par Léon Poliakov et Pierre Vidal-Naquet pour démonter la rhétorique négationniste de Robert Faurisson.
Il meurt le 12 février 2000.

## Publication
- Le Problème du mur d'argent : les crises du franc, 1924-1926, Paris, La Pensée universelle, 1985, 159 p. (ISBN 2-214-06264-5)[6].
- La Crise de 1929, Armand Colin, 1973

```
(
ISBN
 
2-200-32142-2
)
```